# Pallamano al XVI Festival olimpico estivo della gioventù europea
Le competizioni di pallamano al XVI Festival olimpico estivo della gioventù europea si sono svolte dal 25 al 30 luglio 2022 a Banská Bystrica, in Slovacchia

## Podi

### Ragazzi
| Evento                     | Oro      | Argento   | Bronzo     |
| Torneo maschile (dettagli) | Germania | Danimarca | Portogallo |

### Ragazze
| Evento                      | Oro      | Argento   | Bronzo   |
| Torneo femminile (dettagli) | Ungheria | Danimarca | Norvegia |